# Luise Zietz

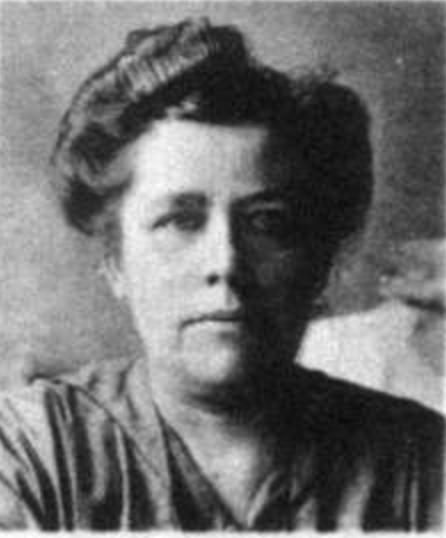
Luise Zietz.

Luise Catharina Amalie Zietz, född 25 mars 1865 i Bargteheide, död 27 januari 1922 i Berlin, var en tysk socialist och feminist. Hon var den första kvinna i Tyskland som valdes till partistyrelseledamot i ett politiskt parti på riksnivå.
Zietz växte upp i en fattig arbetarfamilj och började arbeta redan vid 14 års ålder. Genom sin make kom hon i kontakt med Tysklands socialdemokratiska parti (SPD) och började på heltid att verka politiskt, då hon var en framstående talare och organisatör. Vid partiets splittring 1917 anslöt hon sig till Tysklands oberoende socialdemokratiska parti (USPD) och invaldes 1919 i Nationalförsamlingen i Weimar och därefter i Weimarrepublikens riksdag som representant för detta parti.